# Sheila Heti
Sheila Heti (Toronto, 25 dicembre 1976) è una scrittrice canadese.

## Biografia
Sheila Heti è nata a Toronto nel 1976. È scrittrice di racconti e romanzi tradotti in vari Paesi del mondo. È curatrice editoriale per la rivista The Believer, giornalista culturale su The New York Times e altre importanti testate. In Italia ha pubblicato con Sellerio e con Il Saggiatore

## Lavori
L'autrice canadese è ritenuta, per la sua scrittura, vicina alla filosofa e all'attivismo francese dell'inizio del XX secolo e, sempre, tra le migliori interpreti della sua generazione di scrittrici. Il New York Times la pone tra le esponenti massime della nuova avanguardia letteraria con opere tradotte in ventiquattro lingue. Tra le sue pubblicazioni:
- (EN) Sheila Heti, The middle stories, Toronto, House of Anansi Press, 2001, OCLC 47965296. del 2001
- (EN) Sheila Heti, Ticknor, Toronto, House of Anansi Press, 2005, OCLC 57529397. del 2005
- (EN) Sheila Heti, We need a horse, San Francisco, Calif., McSweeney's McMullens, 2011, OCLC 743097937. del 2011
- Sheila Heti, La persona ideale, come dovrebbe essere?, traduzione di Moira Egan e Damiano Abeni, Palermo, Sellerio, 2013, ISBN 9788838930157, OCLC 898701986. del 2012
- (EN) Sheila Heti, Seth and Sheila stayed behind, Seth Fluker (fotografia), Los Angeles, USA, New Documents, 2015, OCLC 962437717. del 2015
- (EN) Sheila Heti, Pure colour, New York, Picador/Farrar, Straus and Giroux, 2023, OCLC 1310767132. del 2023
- (EN) Sheila Heti, Alphabetical diaries, New York, Farrar, Straus and Giroux, 2024, OCLC 1375540867. del 2024